# Prabuty
Prabuty (udtale: [praˈbutɨ]; tysk: Riesenburg)  er en by  i den  sydøstlige del af voivodskabet Pommern i det nordlige Polen. Den har   8.289(2021)  indbyggere og et areal på 7.92 km², og  administrationsby i  powiatet (amt) Kwidzyn.

## Geografi
Prabuty ligger mellem søerne Liwieniec og Sowica, cirka 18 kilometer øst for Kwidzyn, 100 kilometer sydøst for Gdańsk, 100 kilometer vest for Olsztyn og 133 kilometer sydvest for Kaliningrad.

## Historie
I 1236 ødelagde de tyske riddere under Henrik 3. (Meissen), en gammelpreussiske fæstning mellem søerne Dzierzgoń og Liwieniec. Bebyggelsen blev første gang nævnt i 1250 som Riesenburg. Landsbyen voksede omkring slottet og modtog byrettigheder underKulmer lov  den 30. oktober 1330. fra biskop Rudolf af Pommern (1322–1332). I 1379 blev byen besøgt af den litauiske hertug Švitrigaila.  I 1410 og 1414 blev den erobret af polakkerne. Riddere og godsejere i Prabuty-distriktet var medstiftere af det anti-teutoniske preussiske forbund i 1440. Siden oprettelsen ønskede en del af befolkningen, at byen skulle tilslutte sig organisationen. I 1451 sluttede byrådet sig til sidst i det preussiske forbund, men biskop Kaspar Linke fordrev rådmændene og konfiskerede deres ejendom. Byen blev accepteret igen af organisationen i februar 1454, og efter anmodning fra organisationen, i marts 1454, indlemmede den polske kong Kasimir 4. Jagiellon regionen og byen til Kongeriget Polens krone, og Trettenårskrigen brød ud. Biskop  i Pomesanien lovede også troskab til den polske konge. Omkring det tidspunkt blev byen nævnt i dokumenter som Prabuth . Efter Slaget ved Chojnice, hvor polske styrker blev besejret, blev byen tvunget til at stille sig på ordenens side igen. Efter krigen og Anden Fred i Thorn (1466) blev byen en del af Polen som et len, og pomesanske biskopper beholdt deres herredømme over området. I 1525 blev byen en del af Hertugdømmet Preussen, en vasalstat i Polen. I 1556 blev der holdt synode i byen.
Byen led under det 17. århundrede polsk-svenske krige. I 1628 blev halvdelen brændt ned, og i 1688 blev resten brændt. I 1722 forårsagede brand endnu en gang ødelæggelse.